# National Invitational Volleyball Championship 2017
Il National Invitational Volleyball Championship 2017 si è svolto dal 28 novembre al 12 dicembre 2017: al torneo hanno partecipato 32 squadre di pallavolo universitarie e la vittoria finale è andata per la prima volta alla Mississippi.

## Squadre partecipanti
| - Alabama A&M - Arkansas State - Boise State - Bowling Green State - UC Irvine - CSU Sacramento - Campbell - Central Florida | - Colgate - Georgia - IP Indianapolis - Illinois State - Maryland Eastern Shore - Mississippi - UNC Greensboro - North Texas | - Oral Roberts - Pacific - Rice - SUNY Albany - SIU Edwardsville - Southern Methodist - Stephen F. Austin State - Syracuse | - Temple - Texas Christian - Texas State - Texas Tech - Towson - West Virginia - UW-Green Bay - Wyoming |

## Torneo
|  | Primo turno             | Primo turno |  |  | Secondo turno   | Secondo turno |               |                 | Quarti di finale | Quarti di finale |  |  | Semifinali | Semifinali |  |  | Finale | Finale |
|  |                         |             |  |  |                 |               |               |                 |                  |                  |  |  |            |            |  |  |        |        |
|  | North Texas             | 3           |  |  |                 |               |               |                 |                  |                  |  |  |            |            |  |  |        |        |
|  | Oral Roberts            | 1           |  |  | North Texas     | 2             |               |                 |                  |                  |  |  |            |            |  |  |        |        |
|  | Wyoming                 | 0           |  |  | Texas Christian | 3             |               |                 |                  |                  |  |  |            |            |  |  |        |        |
|  | Texas Christian         | 3           |  |  |                 |               |               | Texas Christian | 3                |                  |  |  |            |            |  |  |        |        |
|  | UW-Green Bay            | 3           |  |  | UW-Green Bay    | 0             |               |                 |                  |                  |  |  |            |            |  |  |        |        |
|  | Bowling Green State     | 2           |  |  | UW-Green Bay    | 3             |               |                 |                  |                  |  |  |            |            |  |  |        |        |
|  | Illinois State          | 3           |  |  | Illinois State  | 1             |               |                 |                  |                  |  |  |            |            |  |  |        |        |
|  | IP Indianapolis         | 0           |  |  |                 |               |               | Texas Christian | 1                |                  |  |  |            |            |  |  |        |        |
|  | Pacific                 | 3           |  |  | Texas Tech      | 3             |               |                 |                  |                  |  |  |            |            |  |  |        |        |
|  | Boise State             | 0           |  |  | Pacific         | 2             |               |                 |                  |                  |  |  |            |            |  |  |        |        |
|  | UC Irvine               | 3           |  |  | UC Irvine       | 3             |               |                 |                  |                  |  |  |            |            |  |  |        |        |
|  | CSU Sacramento          | 0           |  |  |                 |               | UC Irvine     | 1               |                  |                  |  |  |            |            |  |  |        |        |
|  | Texas State             | 3           |  |  | Texas Tech      | 3             |               |                 |                  |                  |  |  |            |            |  |  |        |        |
|  | Rice                    | 0           |  |  | Texas State     | 0             |               |                 |                  |                  |  |  |            |            |  |  |        |        |
|  | Southern Methodist      | 0           |  |  | Texas Tech      | 3             |               |                 |                  |                  |  |  |            |            |  |  |        |        |
|  | Texas Tech              | 3           |  |  |                 |               |               | Texas Tech      | 0                |                  |  |  |            |            |  |  |        |        |
|  | Georgia                 | 3           |  |  | Mississippi     | 3             |               |                 |                  |                  |  |  |            |            |  |  |        |        |
|  | Alabama A&M             | 0           |  |  | Georgia         | 3             |               |                 |                  |                  |  |  |            |            |  |  |        |        |
|  | Central Florida         | 3           |  |  | Central Florida | 0             |               |                 |                  |                  |  |  |            |            |  |  |        |        |
|  | UNC Greensboro          | 0           |  |  |                 |               | Georgia       | 0               |                  |                  |  |  |            |            |  |  |        |        |
|  | Mississippi             | 3           |  |  | Mississippi     | 3             |               |                 |                  |                  |  |  |            |            |  |  |        |        |
|  | Stephen F. Austin State | 0           |  |  | Mississippi     | 3             |               |                 |                  |                  |  |  |            |            |  |  |        |        |
|  | SIU Edwardsville        | 1           |  |  | Arkansas State  | 1             |               |                 |                  |                  |  |  |            |            |  |  |        |        |
|  | Arkansas State          | 3           |  |  |                 |               | Mississippi   | 3               |                  |                  |  |  |            |            |  |  |        |        |
|  | West Virginia           | 3           |  |  | West Virginia   | 0             |               |                 |                  |                  |  |  |            |            |  |  |        |        |
|  | Maryland Eastern Shore  | 0           |  |  | West Virginia   | 3             |               |                 |                  |                  |  |  |            |            |  |  |        |        |
|  | Temple                  | 3           |  |  | Temple          | 0             |               |                 |                  |                  |  |  |            |            |  |  |        |        |
|  | Campbell                | 0           |  |  |                 |               | West Virginia | 3               |                  |                  |  |  |            |            |  |  |        |        |
|  | Colgate                 | 2           |  |  | Syracuse        | 0             |               |                 |                  |                  |  |  |            |            |  |  |        |        |
|  | Towson                  | 3           |  |  | Syracuse        | 3             |               |                 |                  |                  |  |  |            |            |  |  |        |        |
|  | Syracuse                | 3           |  |  | Towson          | 0             |               |                 |                  |                  |  |  |            |            |  |  |        |        |
|  | SUNY Albany             | 1           |  |  |                 |               |               |                 |                  |                  |  |  |            |            |  |  |        |        |

### Primo turno
| 30 novembre 2017 North Texas Volleyball Center, Denton Durata: 1h:46 - Spettatori: 281 | North Texas        | 3 - 1 | Oral Roberts            | 25-17, 25-21, 23-25, 25-16        |
| 30 novembre 2017 North Texas Volleyball Center, Denton Durata: 1h:43 - Spettatori: ?   | Wyoming            | 0 - 3 | Texas Christian         | 26-28, 21-25, 24-26               |
| 30 novembre 2017 Kress Center, Green Bay Durata: 2h:25 - Spettatori: 269               | UW-Green Bay       | 3 - 2 | Bowling Green State     | 25-21, 32-30, 18-25, 16-25, 16-14 |
| 30 novembre 2017 Kress Center, Green Bay Durata: 1h:17 - Spettatori: 269               | Illinois State     | 3 - 0 | IP Indianapolis         | 25-18, 25-12, 25-16               |
| 28 novembre 2017 Spanos Center, Stockton Durata: 1h:17 - Spettatori: 532               | Pacific            | 3 - 0 | Boise State             | 25-15, 25-21, 25-16               |
| 28 novembre 2017 Spanos Center, Stockton Durata: 1h:12 - Spettatori: 0                 | UC Irvine          | 3 - 0 | CSU Sacramento          | 25-16, 25-19, 25-10               |
| 30 novembre 2017 Strahan Coliseum, San Marcos Durata: 1h:32 - Spettatori: 1 168        | Texas State        | 3 - 0 | Rice                    | 25-21, 25-21, 25-20               |
| 30 novembre 2017 Strahan Coliseum, San Marcos Durata: 1h:25 - Spettatori: 0            | Southern Methodist | 0 - 3 | Texas Tech              | 24-26, 23-25, 20-25               |
| 28 novembre 2017 Ramsey Center, Athens Durata: 1h:04 - Spettatori: 417                 | Georgia            | 3 - 0 | Alabama A&M             | 25-17, 25-9, 25-18                |
| 28 novembre 2017 Ramsey Center, Athens Durata: 1h:22 - Spettatori: 0                   | Central Florida    | 3 - 0 | UNC Greensboro          | 25-19, 25-18, 25-22               |
| 29 novembre 2017 Gillom Center, Oxford Durata: 1h:11 - Spettatori: 322                 | Mississippi        | 3 - 0 | Stephen F. Austin State | 25-12, 25-21, 25-19               |
| 29 novembre 2017 Gillom Center, Oxford Durata: 1h:48 - Spettatori: 76                  | SIU Edwardsville   | 1 - 3 | Arkansas State          | 21-25, 30-28, 27-29, 25-27        |
| 28 novembre 2017 WVU Coliseum, Morgantown Durata: 1h:30 - Spettatori: 403              | West Virginia      | 3 - 0 | Maryland Eastern Shore  | 25-18, 25-18, 25-14               |
| 28 novembre 2017 WVU Coliseum, Morgantown Durata: 1h:45 - Spettatori: 0                | Temple             | 3 - 0 | Campbell                | 25-18, 25-9, 25-16                |
| 30 novembre 2017 Cotterell Court, Hamilton Durata: 2h:05 - Spettatori: 312             | Colgate            | 2 - 3 | Towson                  | 25-18, 25-15, 19-25, 21-25, 11-15 |
| 30 novembre 2017 Cotterell Court, Hamilton Durata: 2h:00 - Spettatori: 143             | Syracuse           | 3 - 1 | SUNY Albany             | 21-25, 25-22, 25-20, 25-21        |

### Secondo turno
| 1º dicembre 2017 North Texas Volleyball Center, Denton Durata: 2h:36 - Spettatori: 356 | North Texas   | 2 - 3 | Texas Christian | 26-24, 21-25, 25-23, 23-25, 10-15 |
| 1º dicembre 2017 Kress Center, Green Bay Durata: 1h:56 - Spettatori: 175               | UW-Green Bay  | 3 - 1 | Illinois State  | 25-23, 25-19, 18-25, 26-24        |
| 29 novembre 2017 Spanos Center, Stockton Durata: 2h:12 - Spettatori: 428               | Pacific       | 2 - 3 | UC Irvine       | 21-25, 13-25, 25-19, 25-13, 13-15 |
| 1º dicembre 2017 Strahan Coliseum, San Marcos Durata: 1h:11 - Spettatori: 1 183        | Texas State   | 0 - 3 | Texas Tech      | 18-25, 10-25, 24-26               |
| 29 novembre 2017 Ramsey Center, Athens Durata: 1h:29 - Spettatori: 536                 | Georgia       | 3 - 0 | Central Florida | 25-17, 25-21, 25-17               |
| 30 novembre 2017 Gillom Center, Oxford Durata: 1h:49 - Spettatori: 327                 | Mississippi   | 3 - 1 | Arkansas State  | 18-25, 25-20, 25-16, 25-21        |
| 29 novembre 2017 WVU Coliseum, Morgantown Durata: 1h:31 - Spettatori: 349              | West Virginia | 3 - 0 | Temple          | 25-23, 25-18, 25-12               |
| 1º dicembre 2017 Cotterell Court, Hamilton Durata: 1h:35 - Spettatori: 91              | Syracuse      | 3 - 0 | Towson          | 25-22, 25-22, 25-23               |

### Quarti di finale
| 6 dicembre 2017 University Recreation Center, Fort Worth Durata: 1h:23 - Spettatori: 457 | Texas Christian | 3 - 0 | UW-Green Bay | 25-21, 25-21, 25-22        |
| 6 dicembre 2017 University Recreation Center, Fort Worth Durata: 1h:44 - Spettatori: 350 | UC Irvine       | 1 - 3 | Texas Tech   | 14-25, 25-21, 16-25, 20-25 |
| 3 dicembre 2017 Gillom Center, Oxford Durata: 1h:20 - Spettatori: 374                    | Mississippi     | 3 - 0 | Georgia      | 25-21, 25-11, 25-19        |
| 4 dicembre 2017 WVU Coliseum, Morgantown Durata: 1h:34 - Spettatori: 544                 | West Virginia   | 3 - 0 | Syracuse     | 25-22, 25-22, 25-18        |

### Semifinali
| 7 dicembre 2017 University Recreation Center, Fort Worth Durata: 1h:51 - Spettatori: 299 | Texas Christian | 1 - 3 | Texas Tech    | 25-23, 17-25, 24-26, 15-25 |
| 9 dicembre 2017 Gillom Center, Oxford Durata: 1h:28 - Spettatori: 508                    | Mississippi     | 3 - 0 | West Virginia | 25-23, 25-22, 25-17        |

### Finale
| 12 dicembre 2017 Gillom Center, Oxford Durata: 1h:25 - Spettatori: 1 012 | Mississippi | 3 - 0 | Texas Tech | 25-17, 25-15, 25-19 |

### Premi individuali
| Premio                  | Giocatrice     | Squadra         |
| ----------------------- | -------------- | --------------- |
| Most Outstanding Player | Emily Stroup   | Mississippi     |
| All-Tournament Team     | Kate Gibson    | Mississippi     |
| All-Tournament Team     | Caroline Adams | Mississippi     |
| All-Tournament Team     | Missy Owens    | Texas Tech      |
| All-Tournament Team     | Kate Klepetka  | Texas Tech      |
| All-Tournament Team     | Mia Swanegan   | West Virginia   |
| All-Tournament Team     | Anna Walsh     | Texas Christian |